# Benjamin Ferencz
Benjamin Ferencz (anglès: Benjamin Berell Ferencz)  (Ciolt, 11 de març de 1920 - Boynton Beach, 7 d'abril de 2023) va ser un advocat estatunidenc. Va ser un investigador dels crims de guerra nazis després de la Segona Guerra Mundial i el fiscal en cap de l'Exèrcit dels Estats Units d'Amèrica al judici als Einsatzgruppen, un dels 12 processos que van seguir el judici de Nuremberg celebrats per les autoritats estatunidenques a Alemanya.
Més endavant es va convertir en un defensor de l'estat de dret internacional i de l'establiment d'un Tribunal Penal Internacional de la Haia. De 1985 a 1996, va ser professor adjunt de dret internacional a la Universitat Pace.

## Biografia
Ferencz va néixer l'11 de març de 1920 a Șomcuta Mare, al nord de la regió històrica de Transsilvània, en el si d'una família jueva. Uns mesos més tard, el Tractat de Trianon va assignar la gran Transsilvània, inclosa la zona de Șomcuta Mare, a Romania. Quan Ferencz tenia deu mesos, la seva família va emigrar als Estats Units d'Amèrica (EUA) per a evitar la persecució dels jueus hongaresos per part del Regne de Romania després que aquest prengués el control de Transsilvània, Banat, Crişana i Maramureș. La família es va establir a la ciutat de Nova York, on van viure al Lower East Side de Manhattan. Ferencz va estudiar al City College de Nova York i el resultat de l'examen de dret penal li va valer una beca a la Harvard Law School on es va graduar el 1943.
Després d'acabar els estudis es va unir a l'exèrcit dels EUA. La seva etapa com a soldat va començar amb una feina com a mecanògraf a Camp Davis a Carolina del Nord. El 1944 va servir al 115è Batalló de canons AAA, una unitat d'artilleria antiaèria. El 1945, va ser traslladat a la seu de l'Exèrcit Central del general George Patton, on va ser assignat a un equip encarregat d'establir una branca de crims de guerra i recollir proves d'aquests crims. En aquesta labor, va ser enviat als camps de concentració que havien estat alliberats per l'exèrcit. El Nadal de 1945, Ferencz va ser llicenciat per l'exèrcit amb el grau de sergent. Va tornar a Nova York però va ser reclutat només unes setmanes més tard per a participar com a fiscal en el grau de coronel en els judicis posteriors de Nuremberg a l'equip legal de Telford Taylor. Taylor el va nomenar fiscal en cap del cas Einsatzgruppen, el primer cas de Ferencz. Els 22 oficials nazis jutjats van ser condemnats: 13 d'ells a mort, de les quals finalment quatre es van dur a terme. Van ser les últimes execucions realitzades a l'Alemanya de l'Est.
Ferencz va romandre a Alemanya després dels judicis de Nuremberg juntament amb la seva dona Gertrude Fried, amb qui s'havia casat a Nova York el 31 de març de 1946. Amb Kurt May i altres, va participar en la posada en marxa dels programes de reparació i rehabilitació per a les víctimes de persecucions nazis, i també va participar en les negociacions que van portar a l'Acord de reparacions entre Israel i Alemanya Occidental signat el 10 de setembre de 1952, i la primera llei de restitució alemanya el 1953. L'any 1956, la família, aleshores tenien quatre fills, va tornar als EUA on Ferencz va entrar a la pràctica de dret privat com a soci de Telford Taylor.
Després de 13 anys, i sota la influència dels esdeveniments de la Guerra del Vietnam, Ferencz va abandonar la pràctica del dret privat i va treballar per a la institució d'un Tribunal Penal Internacional que servís com a màxima instància mundial en temes de crims contra la humanitat i crims de guerra.
També va publicar diversos llibres sobre aquest tema. Ja en el seu primer llibre publicat l'any 1975, titulat Defining International Aggression: The Search for World Peace, defensava l'establiment d'un tribunal internacional d'aquest tipus. De 1985 a 1996, Ferencz també va treballar com a professor adjunt de dret internacional a la Universitat Pace de White Plains.
L'1 de juliol de 2002 es va establir el Tribunal Penal Internacional (TPI) quan va entrar en vigor l'Estatut de Roma. Sota l'administració el govern de George W Bush, els EUA van signar el tractat però no el van ratificar, i van establir un gran nombre d'acords bilaterals amb altres estats que excloïen els ciutadans estatunidencs de ser portats davant del TPI.
Ferencz es va oposar repetidament a aquest procediment i va suggerir que els EUA s'incorporessin al TPI sense reserves, ja que era una norma de dret establerta des de fa temps que «la llei s'ha d'aplicar per igual a tothom», també en un context internacional. En aquest sentit, va afirmar en una entrevista concedida el 25 d'agost de 2006,que no només s'hauria de jutjar Saddam Hussein, sinó també George W. Bush perquè la Guerra de l'Iraq havia estat iniciada pels EUA sense permís del Consell de Seguretat de l'ONU. També va suggerir que Bush hauria de ser jutjat al TPI per «269 càrrecs de crim de guerra» relacionats amb la Guerra de l'Iraq.
L'any 2009 Ferencz va ser guardonat amb el Premi Erasmus, juntament amb Antonio Cassese, el premi s'atorga a persones o institucions que han fet contribucions notables a la cultura, la societat o les ciències socials europees.
El 3 de maig de 2011, dos dies després de conèixer-se la mort d'Osama bin Laden, The New York Times va publicar un article de Ferencz en què argumentava que «l'execució il·legal i injustificada, fins i tot de presumptes assassins en massa, soscava la democràcia». També aquell any va presentar una declaració de cloenda en el judici de Thomas Lubanga Dyilo a Uganda, el fundador de la Unió de Patriotes Congolesos el 2002 que va ser el primer condemnat per la TPI per crims de guerra i reclutament de nens.
El 2013 Ferencz va afirmar que «l'ús de la força armada per aconseguir un objectiu polític s'hauria de condemnar com a crim internacional i nacional». El 2018 va escriure en el prefaci d'un llibre sobre el futur de la justícia universal que «la guerra en si mateixa és el crim internacional suprem contra la humanitat i que s'hauria de dissuadir amb el càstig de manera universal, allà on i quan els delinqüents siguin detinguts». El mateix any va ser objecte d'un documental sobre la seva vida, Prosecuting Evil, del director Barry Avrich i va ser entrevistat per al documental de Michael Moore, Fahrenheit 11/9.
El 16 de gener de 2020, The New York Times va publicar un article de Ferencz denunciant l'assassinat del general iranià Qassem Soleimani com una «acció immoral una clara violació del dret nacional i internacional». El 7 de setembre del mateix any es va estrenar el documental Two Heads Are Better Than One: Making of the Ben Ferencz Bust, protagonitzat per Ferencz i l'escultor Yaacov Heller.

## Obra publicada
- Parting Words (Hardcover), Benjamin Ferencz, Published by Little, Brown Book Group, London, 2020; ISBN 9780751579918.
- "The 'Immoral' Killing of the Iranian General", New York Times Letter to Editor, January 16, 2020.
- "Kriegsverbrechen, Restitution, Prävention. Aus dem Vorlass von Benjamin B. Ferencz", ed. by Constantin Goschler, Marcus Böick, Julia Reus, Göttingen 2019 (collection of documents, open access).
- Mémoires de Ben, procureur à Nuremberg et avocat de la paix mondiale, (an autobiography), Michalon, Paris, 2012.
- New Legal Foundations for Global Survival: Security Through the Security Council, Oceana 1994; ISBN 0-379-21207-2.
- Ferencz, B.: Keyes, K. Jr.: Planethood: The Key to Your Future, Vision Books 1988. Reprint 1991; ISBN 0-915972-21-2.
- A Common Sense Guide to World Peace, Oceana 1985. ISBN 9780379207972.
- Enforcing International Law: A Way to World Peace, Oceana 1983. ISBN 0379121476.
- Less Than Slaves: Jewish Forced Labor and the Quest for Compensation, Harvard 1979. Reprint 2002, Indiana University Press & USHMM; ISBN 0-253-21530-7.
- An International Criminal Court: A Step Toward World Peace, Oceana 1980. ISBN 0-379-20389-8.
- Defining International Aggression: The Search for World Peace, Oceana 1975. ISBN 0-379-00271-X.